# Montmelard
Montmelard é uma comuna francesa na região administrativa de Borgonha-Franco-Condado, no departamento Saône-et-Loire. Estende-se por uma área de 22,86 km². Em 2010 a comuna tinha 370 habitantes (densidade: 16,2 hab./km²).